# Iotasperma
Iotasperma é um género botânico pertencente à família Asteraceae.
A autoridade científica do género é G.L. Nesom, tendo sido publicado em Phytologia 76(2): 144. 1994.

## Espécies
Segundo a base da dados The Plant List o género tem 5 espécies descritas, das quais 2 são aceites:
- Iotasperma australiense G.L.Nesom
- Iotasperma sessilifolia (F.Muell.) G.L.Nesom